# Doyle Royal
Doyle P. Royal (Washington, D. C., 29 de enero de 1919-Maryland, 29 de septiembre de 2020) fue un entrenador de fútbol y tenis estadounidense. Entrenó al equipo de fútbol de la Universidad de Maryland desde 1946 a 1973 y al equipo de tenis desde 1954 a 1980.

## Primeros años
Royal era originario de Washington D. C. de una familia pobre. En 1939, el entrenador de tenis de la Universidad de Maryland, Lesley Bopst, le ofreció un trabajo y habitación para que se uniera a la universidad. En Maryland, jugó tenis y fútbol. Royal sirvió en el Ejército de los Estados Unidos durante la Segunda Guerra Mundial.

## Carrera de entrenador
Llegó a ser el entrenador de fútbol masculino en 1946 y sirvió en aquella posición hasta 1973. En 28 años, el entrenador compiló un récord 217-58-18 (.771), incluyendo una marca 94-12-6 (.866) en la competencia de laConferencia de la Costa Este. Su porcentaje de victorias lo ubicaron en el número 1 de todos los entrenadores de Maryland y número 2 de todos los tiempos. Dirijió Maryland al Campeonato Nacional de 1968, donde empataron con Michigan State, 2-2, para compartir el título nacional. Bajo Royal, Maryland ganó 17 campeonatos de la Conferencia de la costa este, incluyendo 16 invictos. Los Terrapins se quedaron con el título de la conferencia todos los años desde 1953 a 1968, compartiendo los honores con Carolina del Norte en 1966, y añadió otro título invicto en 1971.
Fue también el entrenador del equipo masculino de tenis. Real sirvió como el entrenador de tenis de Maryland desde 1954 a 1980 y los equipos compilaron un récord de 296-114-1. Sus 513 victorias combinadas con dos diferentes rangos deportivos de Maryland quedaron segundo tras Burton Shipley, quién obtuvo 610 victorias con baloncesto y béisbol. Royal fue también un asistente del decano en la universidad.
El Muro de la Fama de la Universidad de Maryland, incorporó a Royal en 1988. En 1997, residía en Bethesda, Maryland.

## Últimos años y muerte
En 2019, Doyle celebró su cumpleaños 100 en Bethesda, Maryland en el Club Edgemoor. Allí fue presentado con el anillo del campeonato de fútbol masculino de 1968 por Sascho Cirovski, el actual entrenador de fútbol de Maryland.
Royal falleció en septiembre de 2020, de causas naturales a la edad de 101 años.